# Destord
Destord település Franciaországban, Vosges megyében. Lakosainak száma 238 fő (2022. január 1.). Destord Sainte-Hélène, Nonzeville, Padoux, Pierrepont-sur-l’Arentèle, Bult, Girecourt-sur-Durbion és Gugnécourt községekkel határos.

## Népesség
A település népességének változása:
| Lakosok száma | 227  | 243  | 252  | 256  | 252  | 248  | 244  | 243  | 238  |
|               | 2013 | 2015 | 2016 | 2017 | 2018 | 2019 | 2020 | 2021 | 2022 |